# Saur 2
Saur 2 je rumunjsko višenamjensko oklopno vozilo na kotačima kojeg je projektirala tvrtka ROMARM 2008. godine. Pred kraj 2008. godine ROMARM je dovršio svoj prvi prototip nasljednika prve generacije Saur vozila. Saur 2 je premjerno prikazan tijekom izložbe Expomil 2009. u Bukureštu.

## Opis
Saur 2 može prenijeti 11 vojnika: zapovjednika, vozača, topnika i 8 vojnika. Dizajn je baziran na modularnoj strukturi koja omogućuje maksimalnu fleksibilnost i iskoristivost za različite namjene. Saur 2 je projektiran kako bi ispunio potrebe Rumunjske vojske i novih prijetnji na bojištu. Saur 2 ima velika poboljšanja u oklopu i zaštiti posade kao i unutarnjem uređenju uspoređujući ga s prvom generacijom. Opremljen je s daljinski pokretanom oružanom stanicom naoružanom s oružjem kalibra do 30 mm. Može biti naoružan s daljinski pokretanom oružanom stanicom s 25 mm Oerlikon topom i koaksijalno montiranom 7,62 mm strojnicom.
Tijelo mu je napravljeno od zavarenih čeličnih ploča. Ovakav oklop pruža zaštitu od oružja malog kalibra i krhotina topničkih granata, a oklop je najdeblji na prednjem djelu vozila. Prema navodima tvrtke ROMARM vozilo ima minsku i balističku zaštitu levela 2 STANAG 4569 (7,62 x 39 metci jurišne puške, do 6 kg TNT-a). Može se opremiti dodatnim oklopom što povećava oklopnu zaštitu na level 3 Stanag 4569 (7,62 x 51 snajperski metci, do 8 kg TNT-a). Kao i Saur 1, Saur 2 također ima 7 puškarnica u odjeljku za desant, četiri s desne strane i tri s lijeve.
Vozilo pokreće Dieselov motor Tip EURO 3 opremljen s automatskim reduktorom. Ukupna snaga od 385 KS se prenosi na svih 8 kotača. Motor je jači od onog na Saur 1 vozilu (275 KS) kako bi se sačuvale iste vozne karakteristike i mogao ugraditi teži oružani sustav. Najveća brzina iznosi 100 km/h uz autonomiju od 700 km. Opremljen je i hidrauličnim vitlom montiranim na prednji dio vozila. Za ABK zaštitu SAUR 2 je opremljen sa zračnim bocama i odvojenim maskama za zrak.